# Vangélisz Mórasz
Evangelosz "Vangélisz" Mórasz (görögül: Βαγγέλης Μόρας) (Lárisza, 1981. augusztus 26. –) görög válogatott labdarúgó. Posztját tekintve belsővédő.

## Külső hivatkozások
- Vangélisz Mórasz a national-football-teams.com honlapján
- Vangélisz Mórasz – a FIFA adatbázisában
- Vangélisz Mórasz az UEFA adatbázisában (angolul)
- Vangélisz Mórasz játékos adatlapja a Transfermarkt oldalán (angolul)
- Vangélisz Mórasz edző adatlapja a Transfermarkt oldalán (angolul)
- Vangélisz Mórasz adatlapja a Soccerway oldalon (angolul)